# Fjodor Ossipowitsch Schechtel

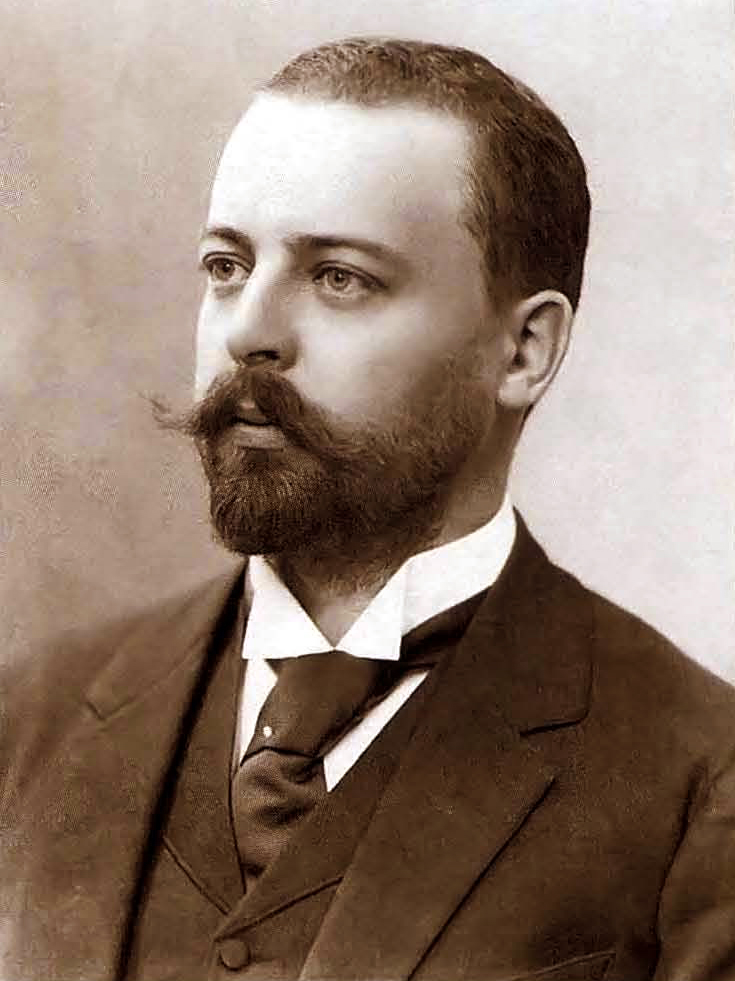
Fjodor Schechtel

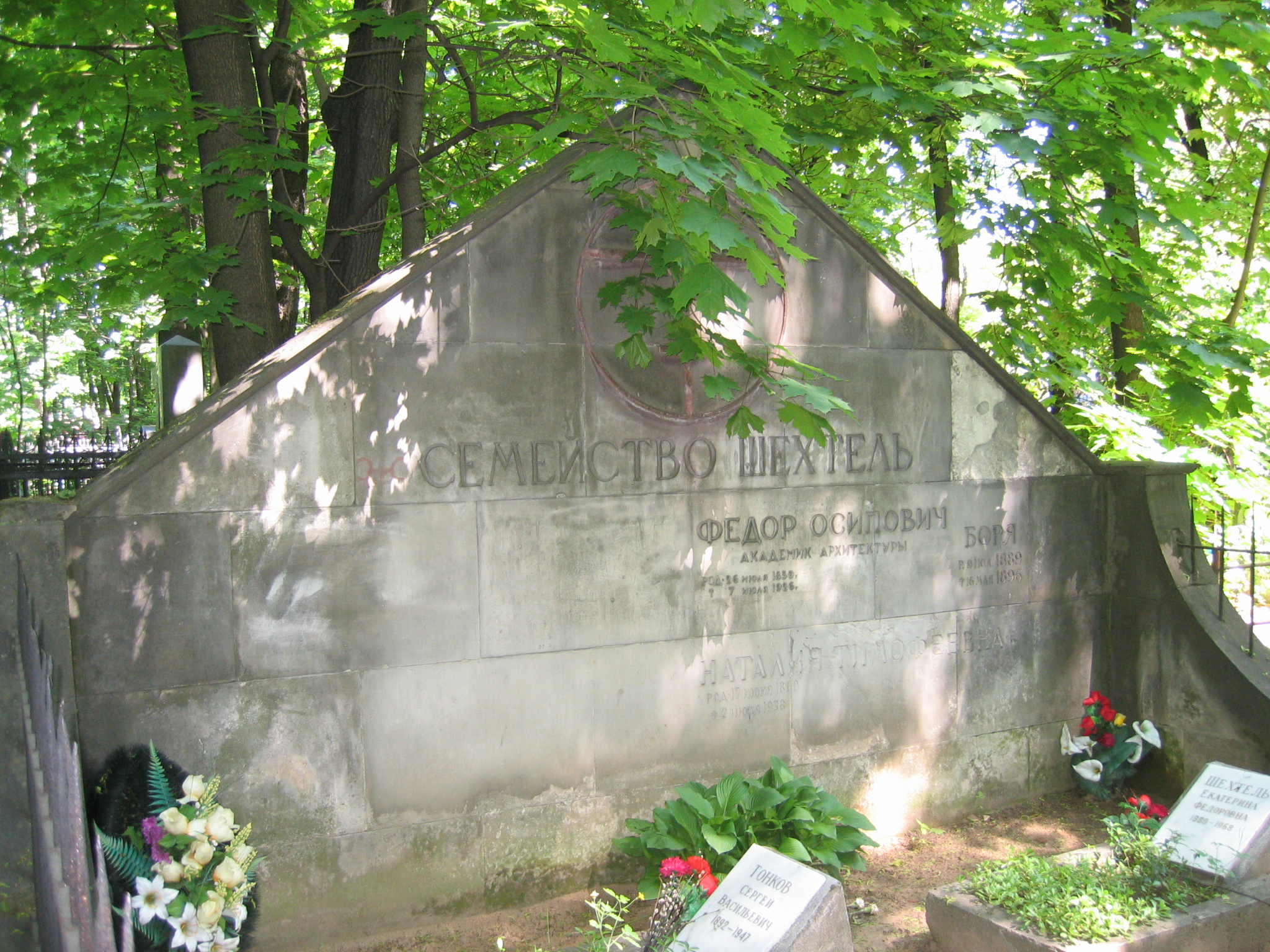
Schechtels Grab auf dem Wagankowoer Friedhof in Moskau

Fjodor Ossipowitsch (Franz Albert) Schechtel (russisch Фёдор Осипович Шехтель; * 26. Julijul. / 7. August 1859greg. in Sankt Petersburg; † 7. Juli 1926 in Moskau) war ein bekannter russischer Architekt deutscher Abstammung. Unterstützt von Pawel Tretjakow, hatte Schechtel bei Alexander Kaminski gearbeitet und an der Moskauer Hochschule für Malerei, Bildhauerei und Architektur bei Dmitri Tschitschagow studiert. Schechtel war einer der Begründer des Jugendstils in der Baukunst. Seine Heimatstadt Moskau schmücken über 40 Gebäude, die nach seinen Entwürfen gebaut wurden, darunter das Gebäude des Jaroslawler Bahnhofs, das Haus des Fabrikanten Rjabuschinski, das Gebäude des Künstlertheaters und das Haus der Moskauer Kaufmannsgesellschaft.

## Werke (Auswahl)
- 1888–1890: Lokalow-Villa, Gawrilow-Jam, Oblast Jaroslawl
- 1889: Derwis-Villa, Kirizy, Oblast Rjasan
- 1898: Morosow-Villa, Moskau
- 1900 Villa Rjabuschinski, Moskau[1]
- 1902: Umbau des Jaroslawler Bahnhofs, Moskau
- 1902: Bau des Stadthauses Rjabuschinskij, Moskau
- 1902: Umbau des Tschechow-Künstlertheaters, Moskau
- 1906–1912: Malzew-Villa, Balakowo
- 1908: Bank der Rukawischnikows, heute Sitz der Wolgaschifffahrt Nischni Nowgorod
- 1911–1912: Villa der Rukawischnikows, Nischni Nowgorod
- 1912: Scharonow-Villa, heute Museum für Stadtentwicklung, Taganrog
- 1912: Reineke-Villa, Saratow
- 1913: Soruschnikow-Villa, Samara
- 1914: Tschechow-Bibliothek, Taganrog (errichtet auf Anfrage seines Freundes Anton Tschechow)

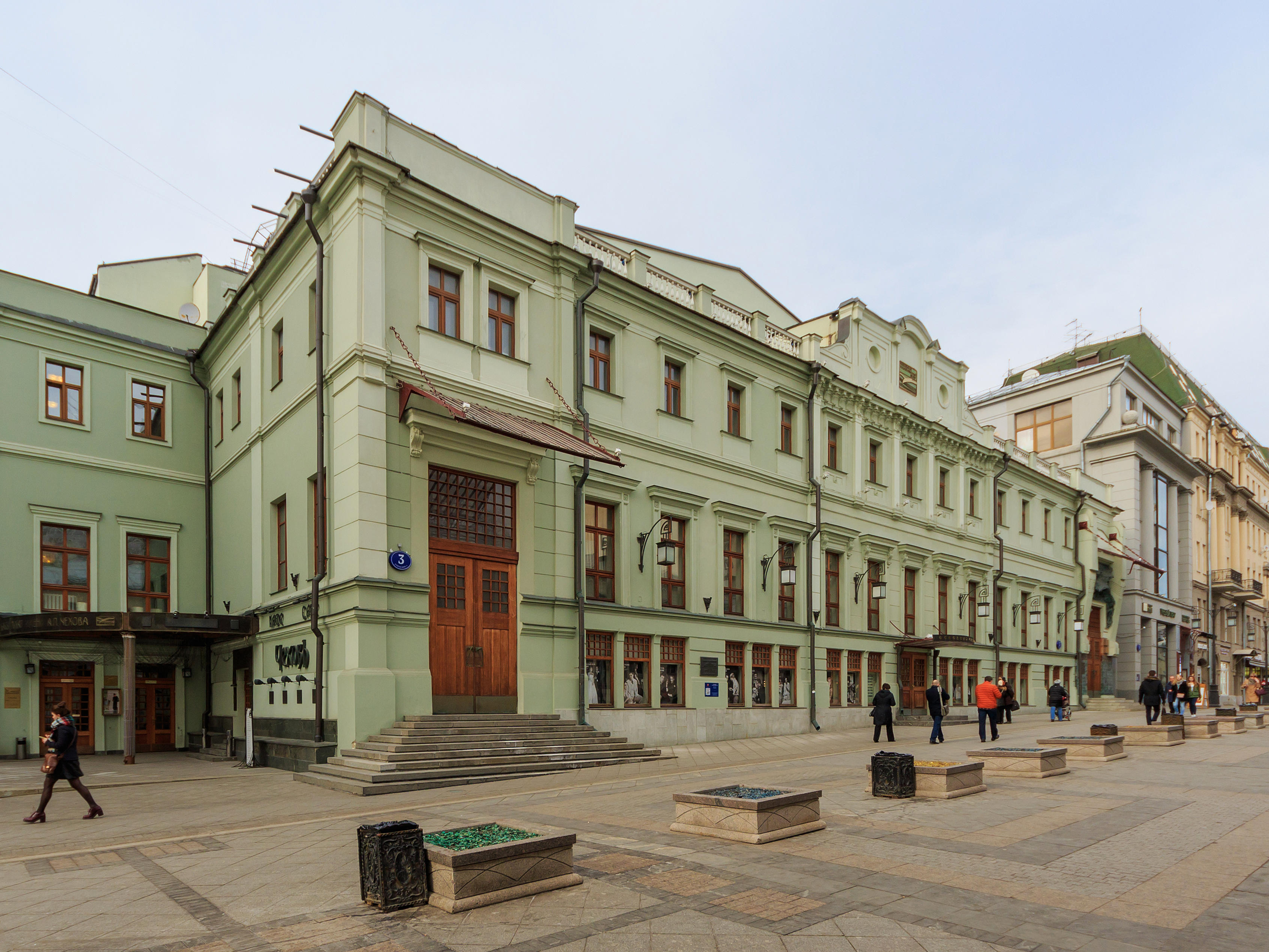
Tschechow-Künstlertheater Moskau
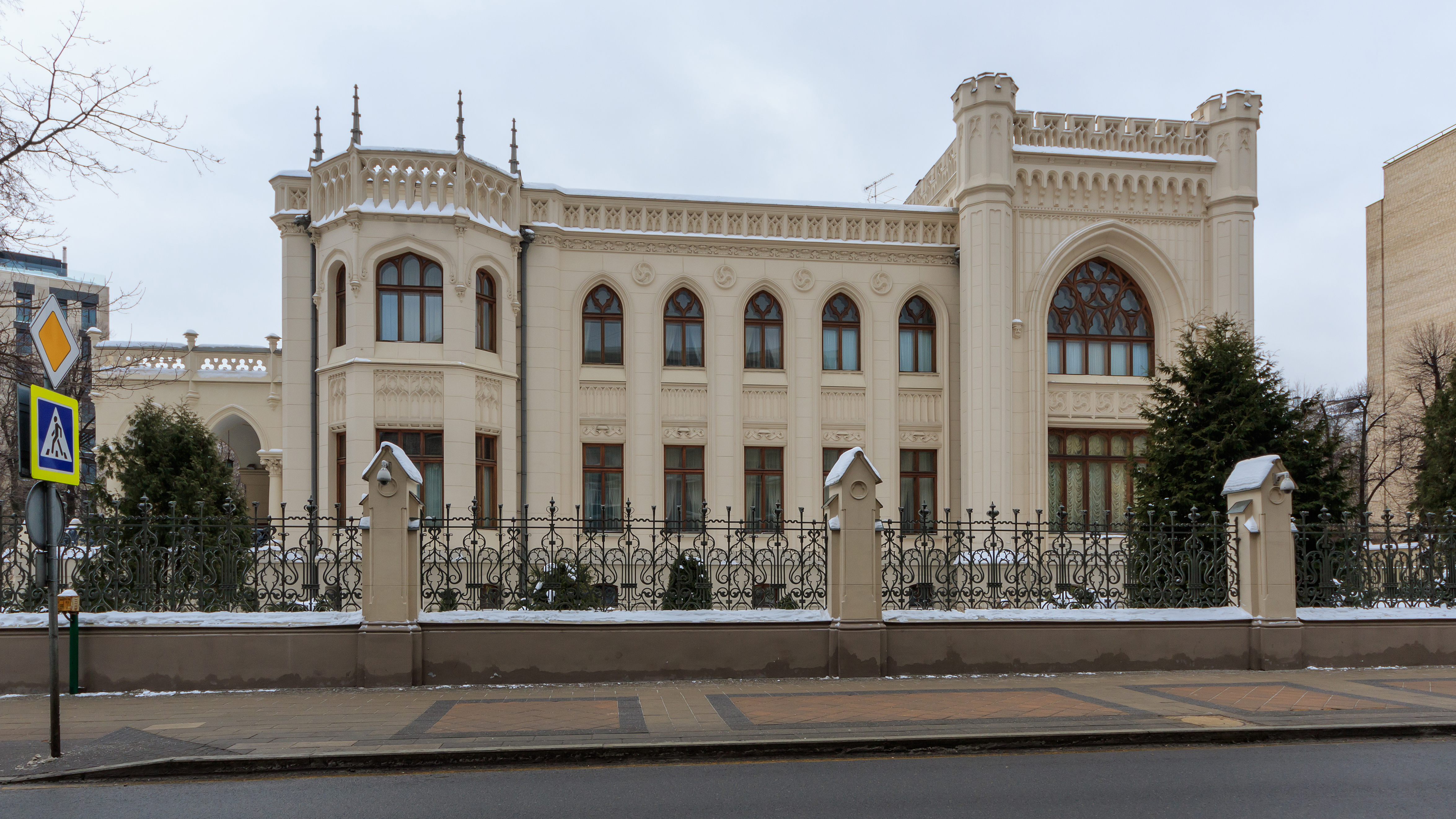
Morosow-Villa, Moskau